# Бистрицька Еліна Авраамівна
Елі́на Авраа́мівна Бистри́цька (рос. Элина Авраамовна Быстрицкая; 4 квітня 1928, Київ — 26 квітня 2019, Москва) — радянська і російська акторка театру і кіно єврейского походження з України, театральна педагогиня, співачка. Народна артистка СРСР (1978).

## Життєпис
Навчалася в Ніжинському педагогічному інституті (філологічний факультет) та Київському інституті театрального мистецтва імені Карпенка-Карого (викладач Л. Олійник). Грала на сцені Вільнюського драматичного театру. У кіно дебютувала 1950 року у фільмі «У мирні дні» (режисер В. Браун, кіностудія імені О. Довженка).
1955 року аудиторія газети «Советская культура» назвала Е. Бистрицьку найкращою акторкою 1955 року. Цього ж року вона вперше потрапила в Париж на тиждень радянського фільму, що відбувався у французькій столиці. Визнання акторка здобула 1957 року, коли на екрани вийшов фільм С. Герасимова «Тихий Дон», де Е. Бистрицька зіграла Аксінью. На цю роль її обрав автор роману Нобелівський лауреат М. Шолохов. С. Герасимов бажав, щоб знімалась його учениця Н. Мордюкова, яка за дипломну роботу (саме роль Аксіньї) одержала у свого вчителя «п'ятірку». 1958 року «Тихий Дон» зібрав щедрий врожай нагород, зокрема, кінофестивалів у Брюсселі, Карлових варах, Мехіко, Москві. У цьому ж році акторка виконала головну роль у фільмі «Добровольці» й була запрошена в трупу Московського академічного Малого театру.
Далі була перерва в 27 років: Е. Бистрицьку не запрошували зніматися в кіно. Пояснень ситуації немало. Не останню роль у цьому зіграв і характер акторки. Вона часто конфліктувала: то з І. Ільїнським, то М. Шолоховим, то з високопоставленими чиновниками. З 1979 року Е. Бистрицька викладала в ГІТІСі імені Луначарського.
1997 року після вимушеного творчого безробіття, Е. Бистрицька знялась у фільмі Б. Мансурова «Теплі вітри древніх булгар», де зіграла роль княгині Ольги.

## Фільмографія
- 1950 — «У мирні дні» — Олена Георгіївна Алексєєнко, військова лікарка
- 1951 — «Тарас Шевченко» — епізодична роль
- 1954 — «„Богатир“ йде в Марто» — Євгенія Олександрівна Сергеєва, радистка
- 1958 — «Тихий Дон»
- 1966 — «Дачники»

## Позиція щодо України
20 лютого 2014 року разом із групою інших українців Росії звернулася до Президента України Віктора Януковича із закликом до застосування сили до учасників Євромайдану.
11 березня 2014 року підтримала Російську агресію в Криму, підписавши колективне звернення до російської громадськості «
Діячі культури Росії  — на підтримку позиції Президента по Україні та Криму».

## Пам'ять
- 6180 Бистрицька — астероїд, названий на честь акторки.